# Artem Smyrnow
Artem Witalijowytsch Smyrnow (ukrainisch Артем Віталійович Смирнов, englisch Artem Vitaliyovych Smirnov; * 2. Februar 1988 in Kiew, Ukrainische SSR, Sowjetunion) ist ein ukrainischer Tennisspieler.

## Karriere
Smyrnow spielte als Junior einige Turniere und erreichte mit Rang 88 Anfang 2006 dort seine beste Platzierung. Ein Junior-Grand-Slam-Turnier spielte er nicht.
2007 spielte Smyrnow sein erstes volles Jahr bei den Profis und schaffte es auf Anhieb im Einzel in die Top 400 der Tennisweltrangliste einzuziehen. Zwei Titel der ITF Future Tour gelangen ihm genauso wie sein erster Sieg bei einem Challenger, der nächsthöheren Turnierkategorie. Erstmals spielte er 2007 auch für die ukrainische Davis-Cup-Mannschaft, für die er bis dato in neun Begegnungen eine Bilanz von 4:10 hat. In den folgenden Jahren war der Ukrainer meist zwischen Rang 350 und 450 notiert, schaffte aber nie den entscheidenden Durchbruch, um regelmäßig bei Challengers spielen zu können. Dort schaffte er es wiederholt nicht mehr als ein Match zu gewinnen. Erst 2014 in Mailand schaffte er erstmals den Einzug in die Runde der letzten 8. Im Doppel hatte er im August 2010 zwischenzeitlich mit Rang 159 sein Karrierehoch erreicht, nachdem er in Bytom seinen bislang einzigen Challenger-Titel gewann. Sein größter Erfolg im Einzel wurde der Finaleinzug beim Challenger 2015 im polnischen Stettin. Dort besiegte er im Achtelfinale mit Robin Haase seinen ersten Top-100-Spieler. Im Finale unterlag er Jan-Lennard Struff. Durch diesen Erfolg und den vorübergehenden Aufstieg in der Rangliste konnte er in Roland Garros und Wimbledon jeweils in der Qualifikation eines Grand-Slam-Turniers starten, doch verlor stets zu Auftakt. Im Mai 2016 stand Smyrnow mit Platz 226 auf seinem Karrierehoch. Die darauffolgenden Jahren blieben weniger erfolgreich und Smyrnow fiel aus den Top 500.
In seiner Karriere gelangen Smyrnow 22 Futuretitel im Einzel sowie 34 Futuretitel im Doppel. In letzterem schaffte er in jedem Jahr von 2007 bis 2018 mit Ausnahme von 2016 mindestens zwei Futures zu gewinnen. Im Einzel gewann er von 2009 bis 2016 jedes Jahr mindestens einen Titel.

## Erfolge
| Legende (Anzahl der Siege)  |
| Grand Slam                  |
| ATP World Tour Finals       |
| ATP World Tour Masters 1000 |
| ATP World Tour 500          |
| ATP World Tour 250          |
| ATP Challenger Tour (1)     |

### Doppel

#### Turniersiege
| Nr. | Datum         | Turnier | Belag | Partner  | Finalgegner                         | Ergebnis         |
| --- | ------------- | ------- | ----- | -------- | ----------------------------------- | ---------------- |
| 1.  | 19. Juni 2010 | Bytom   | Sand  | Ivo Klec | Konstantin Krawtschuk Iwan Serhejew | 1:6, 6:3, [10:3] |